# Odlum Brown Vancouver Open 2022 - Doppio femminile
Nao Hibino e Miyu Katō erano le campionesse in carica dell'ultima edizione disputata nel 2019, ma hanno scelto di partecipare con compagne diverse. Hibino ha fatto coppia con Oksana Kalašnikova, mentre Katō ha fatto coppia con Asia Muhammad; entrambe le coppie si sono affrontate in semifinale dove hanno vinto Katō e Muhammad, che hanno poi sconfitto in finale Tímea Babos e Angela Kulikov con il punteggio di 6-3, 7-5.

## Teste di serie
1. Miyu Katō /  Asia Muhammad (Campionesse)
2. Misaki Doi /  Rebecca Peterson (primo turno)

1. Nao Hibino /  Oksana Kalašnikova (semifinale)
2. Tímea Babos /  Angela Kulikov (finale)

## Wildcard
1. Eugenie Bouchard /  Kayla Cross (quarti di finale)

## Tabellone

### Legenda
| - Q = Qualificato - WC = Wild card - LL = Lucky loser | - ALT = Alternate - SE = Special Exempt - PR = Protected Ranking | - w/o = Walkover - r = Ritirato - d = Squalificato |

|  | Primo turno | Primo turno                             | Primo turno                             | Primo turno | Primo turno |  |  | Quarti di finale | Quarti di finale       | Quarti di finale       | Quarti di finale       | Quarti di finale       |    |   | Semifinali | Semifinali              | Semifinali              | Semifinali                 | Semifinali                 |   |   | Finale | Finale | Finale | Finale | Finale |  |
|  |             |                                         |                                         |             |             |  |  |                  |                        |                        |                        |                        |    |   |            |                         |                         |                            |                            |   |   |        |        |        |        |        |  |
|  | 1           | M Katō A Muhammad                       | M Katō A Muhammad                       | 6           | 7           |  |  |                  |                        |                        |                        |                        |    |   |            |                         |                         |                            |                            |   |   |        |        |        |        |        |  |
|  |             | M Bassols Ribera D Papamichail          | M Bassols Ribera D Papamichail          | 2           | 5           |  |  | 1                | M Katō A Muhammad      | M Katō A Muhammad      | 6                      | 6                      |    |   |            |                         |                         |                            |                            |   |   |        |        |        |        |        |  |
|  |             | L Bronzetti E Cocciaretto               | 1                                       | 7           | [4]         |  |  | WC               | E Bouchard K Cross     | E Bouchard K Cross     | 1                      | 3                      |    |   |            |                         |                         |                            |                            |   |   |        |        |        |        |        |  |
|  | WC          | E Bouchard K Cross                      | 6                                       | 63          | [10]        |  |  |                  |                        |                        |                        |                        |    |   | 1          | M Katō A Muhammad       | M Katō A Muhammad       | 6                          | 6                          |   |   |        |        |        |        |        |  |
|  | 3           | N Hibino O Kalašnikova                  | N Hibino O Kalašnikova                  | 6           | 6           |  |  |                  |                        | 3                      | N Hibino O Kalašnikova | N Hibino O Kalašnikova | 3  | 0 |            |                         |                         |                            |                            |   |   |        |        |        |        |        |  |
|  |             | M Chwalińska AK Schmiedlová             | M Chwalińska AK Schmiedlová             | 2           | 2           |  |  | 3                | N Hibino O Kalašnikova | N Hibino O Kalašnikova | 6                      | 6                      |    |   |            |                         |                         |                            |                            |   |   |        |        |        |        |        |  |
|  |             | R Marino H Watson                       | R Marino H Watson                       | 6           | 6           |  |  |                  | R Marino H Watson      | R Marino H Watson      | 4                      | 3                      |    |   |            |                         |                         |                            |                            |   |   |        |        |        |        |        |  |
|  |             | I Gamarra Martins E Webley-Smith        | I Gamarra Martins E Webley-Smith        | 4           | 1           |  |  |                  |                        |                        |                        |                        |    |   | 1          | Miyu Katō Asia Muhammad | Miyu Katō Asia Muhammad | 6                          | 7                          |   |   |        |        |        |        |        |  |
|  |             | A Sharma C Vandeweghe                   | A Sharma C Vandeweghe                   | 6           | 6           |  |  |                  |                        |                        |                        |                        |    |   |            |                         | 4                       | Tímea Babos Angela Kulikov | Tímea Babos Angela Kulikov | 3 | 5 |        |        |        |        |        |  |
|  |             | A Hartono O Tjandramulia                | A Hartono O Tjandramulia                | 4           | 2           |  |  |                  | A Sharma C Vandeweghe  | A Sharma C Vandeweghe  | A Sharma C Vandeweghe  |                        |    |   |            |                         |                         |                            |                            |   |   |        |        |        |        |        |  |
|  |             | V Grammatikopoulou V Jiménez Kasintseva | V Grammatikopoulou V Jiménez Kasintseva | 3           | 6           |  |  | 4                | T Babos A Kulikov      | T Babos A Kulikov      | T Babos A Kulikov      | w/o                    |    |   |            |                         |                         |                            |                            |   |   |        |        |        |        |        |  |
|  | 4           | T Babos A Kulikov                       | T Babos A Kulikov                       | 6           | 7           |  |  |                  |                        |                        |                        |                        |    |   | 4          | T Babos A Kulikov       | T Babos A Kulikov       | 7                          | 6                          |   |   |        |        |        |        |        |  |
|  |             | J Burrage M Inglis                      | 2                                       | 7           | [5]         |  |  |                  |                        |                        | L Cabrera P Hon        | L Cabrera P Hon        | 62 | 3 |            |                         |                         |                            |                            |   |   |        |        |        |        |        |  |
|  |             | J Lohoff R Voráčová                     | 6                                       | 5           | [10]        |  |  |                  | J Lohoff R Voráčová    | J Lohoff R Voráčová    | 3                      | 2                      |    |   |            |                         |                         |                            |                            |   |   |        |        |        |        |        |  |
|  |             | L Cabrera P Hon                         | L Cabrera P Hon                         | 7           | 6           |  |  |                  | L Cabrera P Hon        | L Cabrera P Hon        | 6                      | 6                      |    |   |            |                         |                         |                            |                            |   |   |        |        |        |        |        |  |
|  | 2           | M Doi R Peterson                        | M Doi R Peterson                        | 5           | 3           |  |  |                  |                        |                        |                        |                        |    |   |            |                         |                         |                            |                            |   |   |        |        |        |        |        |  |